# قطعنامه ۱۸۷۵ شورای امنیت
قطعنامه  ۱۸۷۵ شورای امنیت سازمان ملل متحد که در تاریخ ۲۳ ژوئن ۲۰۰۹ تصویب شد، سندی بین‌المللی دربارهٔ تجدید ماموریت نیروهای ناظر بر قطع درگیری سازمان ملل  تا ۳۱ دسامبر ۲۰۰۹ است. این قطعنامه طی نشست ۶۱۴۸ام با ۱۵ رای موافق، ۰ مخالف و ۰ ممتنع تصویب شد.